# 334756 Leövey
334756 Leövey è un asteroide della fascia principale. Scoperto nel 2003, presenta un'orbita caratterizzata da un semiasse maggiore pari a 2,7950480 au e da un'eccentricità di 0,1296510, inclinata di 5,73092° rispetto all'eclittica.